# Simulium antenusi
Simulium antenusi är en tvåvingeart som först beskrevs av Lane och Porto 1940.  Simulium antenusi ingår i släktet Simulium och familjen knott. Inga underarter finns listade i Catalogue of Life.